# Сейер, Джимми
Джеймс «Джи́мми» Се́йер (июль или сентябрь 1862 — 1 февраля 1922) — английский футболист, крайний правый нападающий.

## Карьера
Сейер играл за йоркширские клубы «Мексборо», «Хили» и «Уэнсдей» перед тем, как присоединиться к «Стоку» в 1885 году. Он участвовал в первом матче Футбольной лиги, в котором «Сток» сыграл против «Вест Бромвич Альбион» и затем сыграл семь матчей в сезонах 1888/89 и 1889/90 перед тем, как вернуться «Мексборо». В «Стоке» болельщики прозвали его The Greyhound, что означает «Гончая», так как он был одним из самых быстрых полузащитников своего времени.

## Карьера в сборной
Сейер участвовал в единственном матче сборной Англии: в разгромной победе со счётом 7:0 над сборной Ирландии в 1887 году.

## Частная жизнь
Сейер работал в руководстве «Stoke pottery company» (Керамической компании города Сток-он-Трент). Позже он стал директором мануфактуры «Fielding Ltd», также занимавшейся производством керамики.

## Статистика карьеры
| Клуб             | Сезон            | Лига | Лига | Кубок | Кубок | Всего | Всего |
| Клуб             | Сезон            | Игры | Голы | Игры  | Голы  | Игры  | Голы  |
| ---------------- | ---------------- | ---- | ---- | ----- | ----- | ----- | ----- |
| Сток             | 1885/86          | -    | -    | 2     | 1     | 2     | 1     |
| Сток             | 1886/87          | -    | -    | 2     | 0     | 2     | 0     |
| Сток             | 1887/88          | -    | -    | 3     | 0     | 3     | 0     |
| Сток             | 1888/89          | 7    | 1    | 1     | 0     | 8     | 1     |
| Сток             | 1889/90          | 7    | 0    | 2     | 1     | 9     | 1     |
| Всего за карьеру | Всего за карьеру | 14   | 1    | 10    | 2     | 24    | 3     |